# Via della seta

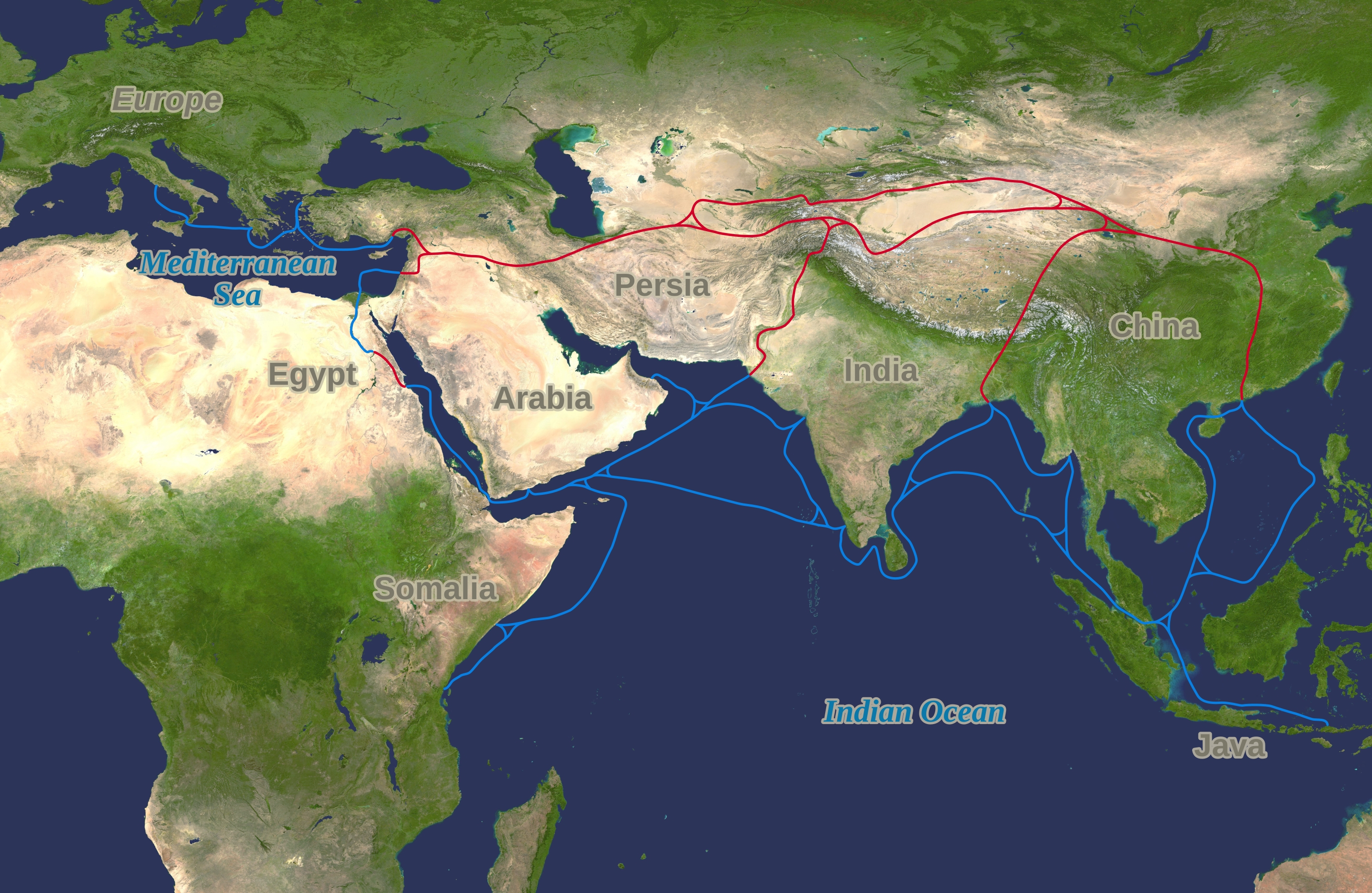
Le antiche vie della seta terrestri e marittime

Per via della seta (in cinese: 絲綢之路T, 丝绸之路S, sī chóu zhī lùP; in persiano راه ابریشم‎, Râh-e Abrisham) s'intende il reticolo, che si sviluppava per circa 8 000 km, costituito da itinerari terrestri, marittimi e fluviali lungo i quali nell'antichità si erano snodati i commerci tra l'Impero cinese e l'Impero romano o più in generale tra Europa e Estremo Oriente.
Le vie carovaniere attraversavano l'Asia centrale e il Medio Oriente, collegando Chang'an (oggi Xi'an) Luoyang in Cina, all'Asia Minore e al Mediterraneo attraverso il Medio Oriente e il Vicino Oriente. Le diramazioni si estendevano poi a est alla Corea e al Giappone e, a Sud, all'India. Il nome apparve per la prima volta nel 1877, quando il geografo tedesco Ferdinand von Richthofen (1833-1905) pubblicò l'opera Tagebücher aus China. Nell'Introduzione von Richthofen accenna al singolare alla Seidenstraße, la «via della seta» alludendo all'insieme di itinerari che univano l'Estremo Oriente all'Europa.

## Dall'antica Cina all'antica Roma
La destinazione finale della seta che su di essa viaggiava (non certo da sola ma insieme a tante altre merci preziose) era Roma, dove per altro non si sapeva con precisione quale ne fosse l'origine (se animale o vegetale) e da dove provenisse. Altre merci altrettanto preziose viaggiavano in senso inverso, e insieme alle merci viaggiavano grandi idee e religioni (concetti fondamentali di matematica, geometria, astronomia) in entrambi i sensi; manicheismo verso occidente, nestorianesimo verso oriente. Sulla via della seta compì un complesso giro, quasi in tondo, anche il buddismo, dall'India all'Asia centrale alla Cina e infine al Tibet (il tutto per trovare itinerari che permettessero di evitare le quasi invalicabili montagne dell'Himalaya).
Questi scambi commerciali e culturali furono determinanti per lo sviluppo e il fiorire delle antiche civiltà dell'Egitto, della Cina, dell'India e di Roma, ma furono di grande importanza anche nel gettare le basi del mondo medievale e moderno.

## I percorsi
La via della seta terrestre si divideva in due fasci di strade, uno settentrionale e uno meridionale.

### Rami settentrionali

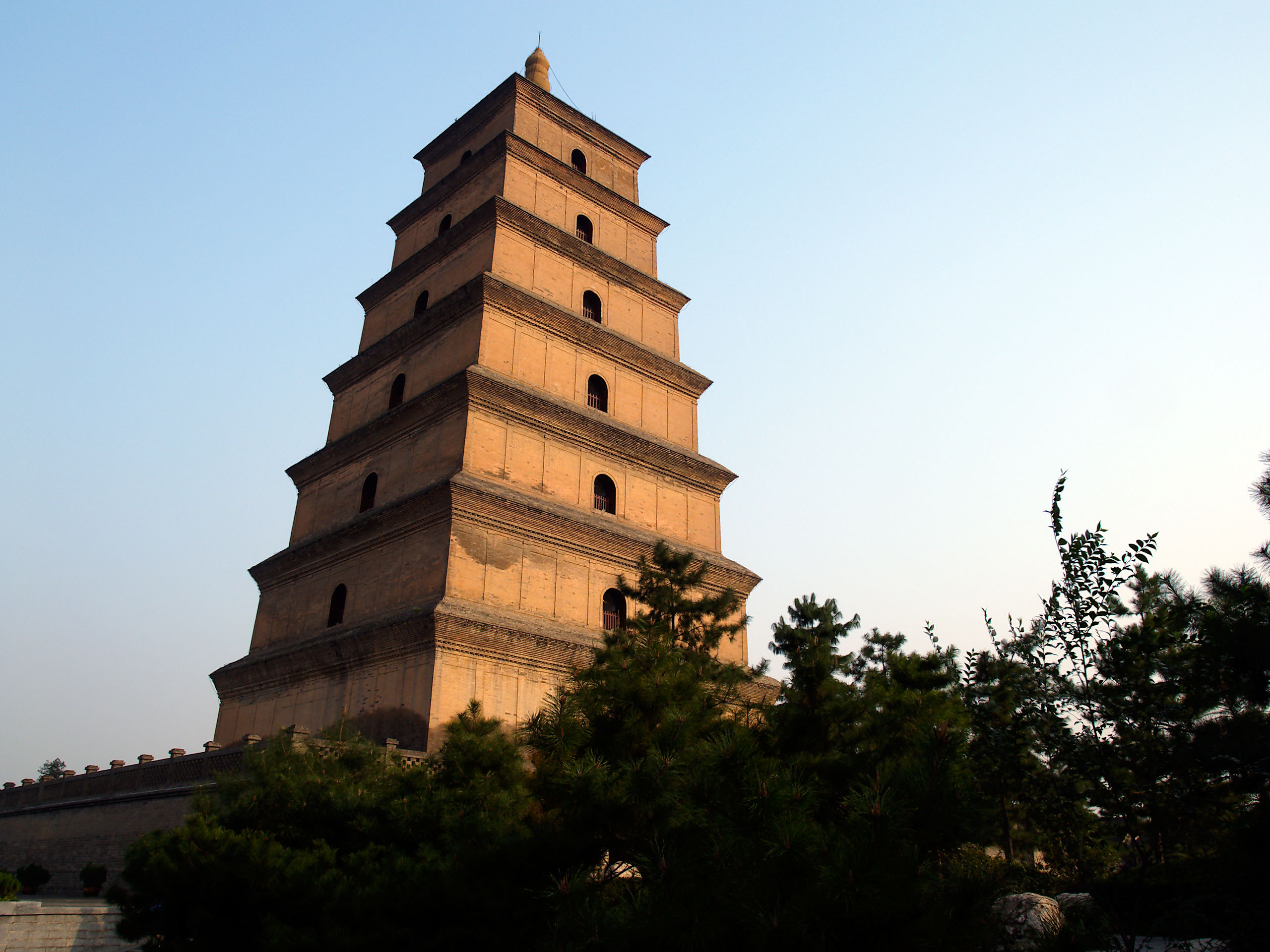
La Pagoda della Grande Oca Selvatica (648-705), simbolo di Xi'an

Sempre partendo da Chang'an ovvero Xi'an e Luoyang salivano in direzione nord ovest attraversando l'attuale provincia cinese del Gansu (in parte anche navigando sul fiume Giallo) fino a Dunhuang, importantissimo centro buddista con le celebri grotte di Mogao. Lì si divideva in tre rami. Uno aggirava il deserto Taklamakan a sud (ai piedi del Tibet). Il secondo invece lo aggirava a nord (ai piedi dei Tien Shan, ovvero "monti celesti"). Questi due rami si riunivano a Kashgar. Il terzo ramo, invece, raggiunta Turpan attraversava i Tien Shan in direzione di Alma Ata (nell'odierno Kazakistan). Tutti questi percorsi si riunivano poi nell'antica Sogdiana e da lì proseguivano attraverso quelli che oggi sono Uzbekistan, Afghanistan, Turkmenistan e Iran fino a Baghdad e poi (in buona parte sfruttando il fiume Eufrate) fino al Mediterraneo.

### Rami meridionali
I percorsi meridionali o vie del Karakorum sono essenzialmente un grande percorso che in Cina scende a sud attraverso il Karakorum (lungo il tracciato seguito ancora oggi dalla moderna strada del Karakorum che collega Pakistan e Cina), per attraversare il Sichuan e raggiungere il Pakistan fino all'oceano Indiano. Da molti porti di queste coste essa proseguiva poi per l'Occidente (mar Rosso attraverso Aden e golfo Persico attraverso lo stretto di Hormuz), innestandosi a un certo punto persino su quello che fu l'itinerario marittimo di Nearco, ammiraglio di Alessandro Magno, nel viaggio di ritorno dalle terre dell'Indo. Se non risalivano il golfo Persico, le merci attraversavano infine la Persia su varie direttrici raggiungendo comunque Baghdad e così via.

### Via fluviale
Il percorso dei fiumi Oxus e Iassarte e del fiume che anticamente collegava il lago d'Aral al mar Caspio rappresentava una via fluviale molto importante per il trasporto delle merci lungo la via della seta. Terminale di tale via era la città di Saraj che sorgeva presso l'odierna Volgograd.

### Ferrovia
L'ultimo segmento ferroviario della via della seta terrestre (su un itinerario per altro piuttosto spurio) venne completato nel 1992 con l'inaugurazione della ferrovia internazionale da Almaty (Kazakistan) a Ürümqi (Xinjiang o Turchestan cinese). Da Urumqi si può poi raggiungere in treno ogni zona della Cina, ivi inclusa dall'estate del 2006 Lhasa, capitale del Tibet, con la Ferrovia del Tibet.

### Mare
La via della seta marittima partendo dalla Cina settentrionale raggiungeva quella meridionale, estendendosi agli odierni stati del Vietnam, delle Filippine, di Brunei, Siam, Malacca, Sri Lanka, India, Iran, Iraq, Egitto, Giordania, Siria e Italia. Il 7 agosto 2005 si è reso noto che l'Antiquity and Monument Office di Hong Kong sta pensando di proporre la via della seta marittima come patrimonio dell'umanità dell'UNESCO.
Antichi insediamenti evoluti che si formarono nelle zone dell'odierna Thailandia peninsulare, attivi nel commercio e nella navigazione, sono ipotizzabili in base a manufatti venuti alla luce in entrambe le coste dell'istmo di Kra, situate lungo le rotte delle prime vie marittime della seta tra la Cina e le civiltà del bacino del Mediterraneo. La fondazione dei siti dove sono stati trovati i reperti fu dovuta alla scomodità di circumnavigare la penisola malese, che rese necessari degli scali sulla terraferma per accorciare il viaggio, trasferendo le merci via terra tra le due coste dell'istmo. Tali reperti risultano provenire dall'antica Roma (di un periodo compreso tra il III secolo a.C. ed il I secolo d.C.), dalla Cina della dinastia Han occidentale (206 a.C.-8 d.C.) e dall'India. I più antichi furono trovati presso Krabi e risalgono al IV secolo a.C.

## Origini

### La via reale persiana
Ai tempi di Erodoto (circa 475 a.C.), la Via Reale di Persia si sviluppava su oltre 3 000 chilometri dalla città di Ecbatana (attuale Hamadan), a Susa (attuale Shush) e fino al porto di Smirne (attuale Izmir) sull'Egeo. Alla sua manutenzione e protezione provvedeva l'Impero achemenide (circa 700 a.C.-330 a.C.), con stazioni di posta e alloggiamenti a distanze regolari. Per percorrerla i viaggiatori comuni impiegavano circa 3 mesi, mentre ai corrieri imperiali, continuamente riforniti di cavalli freschi, bastavano 9 giorni. Su di essa (a Ecbatana) si innestavano poi altre vie commerciali provenienti da India e Asia Centrale, sempre sotto la protezione dell'Impero achemenide. In diversi punti di Ester si legge infatti di messaggi inviati da Susa "ai satrapi, ai governatori e ai capi delle centoventisette province, dall'India all'Etiopia". (8,9)

### La conquista ellenistica

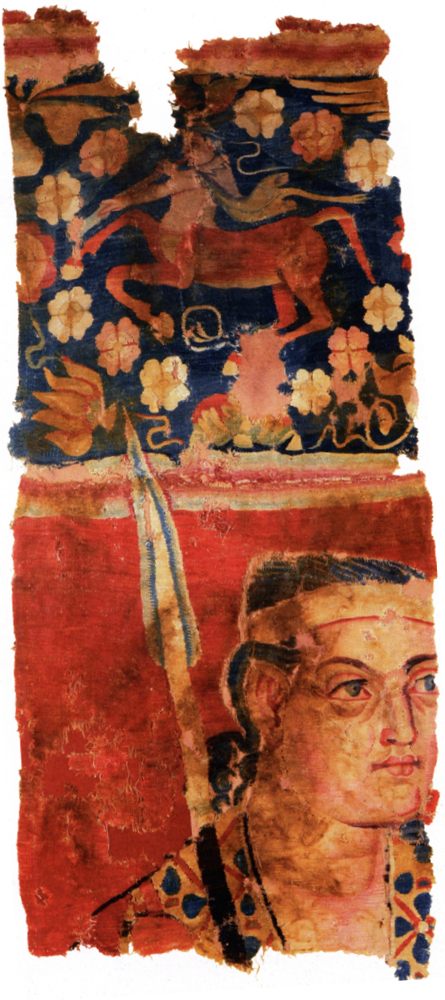
Probabile soldato greco in un'immagine in lana. III-II secolo a.C., museo di Urumqi, Xinjiang, Cina

Il primo passo importante verso lo stabilirsi di comunicazioni regolari tra oriente e occidente (e viceversa) arrivò tuttavia con l'espansione dell'impero di Alessandro Magno in Asia centrale, Medio Oriente, fino alla valle dell'Indo nell'attuale Pakistan e poco oltre l'attuale Afghanistan. Nel 329 a.C., all'imbocco occidentale della valle di Fergana nell'odierno Tagikistan, egli fondò la città più remota dalla sua originaria Macedonia. infatti la denominò Alessandria Eschate, ovvero "ultima Alessandria".
Fu il suo ammiraglio Nearco ad aprire una rotta dal delta dell'Indo al Golfo Persico, e furono i suoi successori tolomei, impadronitisi dell'Egitto, a promuovere attivamente l'apertura di vie commerciali con la Mesopotamia, l'India e l'Africa orientale attraverso i loro porti sul Mar Rosso e su percorsi terrestri carovanieri (non esclusa la navigazione sul Nilo).
L'influenza ellenistica fu poi estesa ancora più a oriente, in Sogdiana, dal regno greco-battriano di Battria (odierna Balkh in Afghanistan). Secondo Strabone, ai tempi del re Eutidemo e di suo figlio Demetrio i greco-battriani avrebbero addirittura "esteso il loro dominio fino ai Seri e i Frini" (Geografia, 11.11.1).
Questo influsso, almeno sotto il profilo delle arti figurative, si espanse ancora più avanti, fino quasi all'estremità orientale del deserto del Taklamakan, dove sono stati riportati alla luce affreschi di chiaro stampo ellenistico-romano, firmati da un "pittore Tita", ovvero Titus.
Il regno greco-battriano fu rovesciato dai Kushana, un popolo probabilmente di origine indoeuropea (forse Tocaria), riparato lì per sfuggire all'invasione da est degli Hsiung Nu, il popolo destinato forse a diventare, secoli più tardi, gli Unni dilagati in Europa.

### L'esplorazione cinese

#### Zhang Qian (138 a.C. - 126 a.C.)
Percorso quello che era destinato a diventare il ramo settentrionale della via cinese della seta — che costeggia a nord il deserto Taklamakan, ai piedi dei monti del Cielo — e valicato il Pamir, l'ambasciatore trovò finalmente gli Yüeh Chi nella Transoxiana, ovvero grosso modo nella zona di Bukhara e Samarcanda, al di là dell'Oxus (Trans) per noi, al di qua per lui. Questi però stavano preparandosi a invadere la Battriana, ovvero (in parte) l'attuale Afghanistan del nord-ovest; erano, insomma, essi stessi in una fase espansionistica, per cui manifestarono freddezza nei confronti della proposta cinese di alleanza difensiva.
Quindi nel 126 a.C., Chang Ch'ien tornò a casa, percorrendo questa volta la via che costeggia il Taklamakan a sud, ai piedi dei monti di Karakoram e Tibet. Erano trascorsi tredici anni da quando era partito. La relazione sull'Asia Occidentale da lui presentata al suo imperatore ne fa uno dei grandi esploratori del mondo e a quei tempi servì come prezioso materiale di intelligence per una successiva missione — mascherata da ricerca dei famosi «cavalli celesti» della valle Ferghana, tanto veloci da sudare sangue (in realtà erano afflitti da un virulento parassita) — altre due spedizioni militari nella valle e infine diverse ambascerie presso i Parti…»
(Mario Biondi, Strada bianca verso i Monti del Cielo. Vagabondo sulla Via della Seta, pp. 17-18)

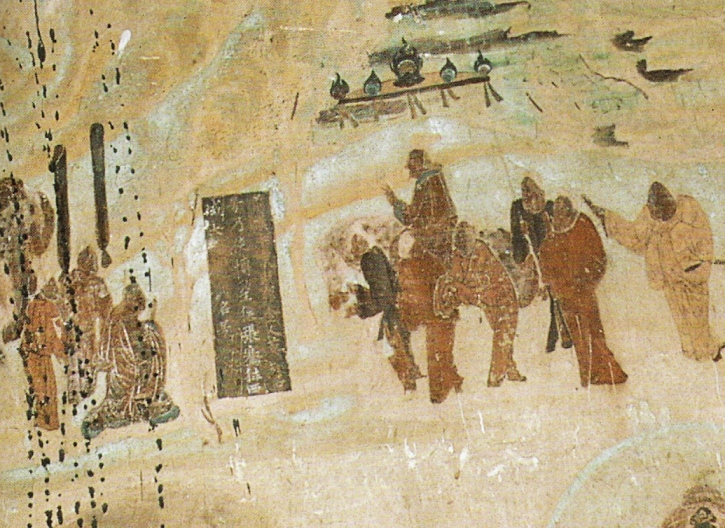
Chang Ch'ien si accomiata dall'imperatore Wu della dinastia Han, partendo per la sua spedizione in Asia Centrale. Affresco nelle grotte di Mogao Dunhuang, Gansu, Cina

Inoltre i citati cavalli di Fergana, furono il casus belli che fece scoppiare una guerra dal 104 al 101 a.C., tra la Cina e un regno ellenistico indicato come Dayuan. La Cina volle procurarsi questi cavalli per creare una forza di cavalleria per contrastare gli Xiongnu, popolazione che minacciava i suoi confini a nord. Il rifiuto del regno greco di vendere i cavalli fu seguito dall'invio di due spedizioni militari da parte dei cinesi verso il regno greco, che lo costrinsero alla resa e furono costretti a cedere gli animali.
Fu dunque attraverso queste spedizioni diplomatico-commercial-militari dei cinesi verso l'Asia Centrale e la Partia che nel I secolo a.C. venne in essere quella che quasi due millenni più tardi sarebbe stata chiamata via della seta.
E fu durante una di queste campagne che nel 36 a.C., alla battaglia di Sogdiana tra Han e Hsiung Nu, avvenne forse il primo incontro tra truppe cinesi e romane, forse sbandate dopo la sconfitta subita da Crasso a Carre (53 a.C.) in Mesopotamia e catturate o assoldate come mercenarie prima dai Parti e poi dagli Hsiung Nu. Pare che queste truppe mercenarie adottassero la tecnica tipicamente romana della testuggine, ma l'ipotesi viene generalmente guardata con molto sospetto dagli storici. In definitiva, dopo 17 anni da Carre questi mercenari romani dovevano essere un po' invecchiati. E poi, in quale senso romani? Provenienti proprio da Roma o dalle estreme province orientali dello Stato?
Pare d'altra parte ben poco credibile che si trattasse di soldati "romani" fatti prigionieri dai Parti quello stesso anno 36 a.C. durante la rovinosa campagna di Antonio contro di essi condotta passando per l'Armenia invece che per la Mesopotamia.

#### Ban Chao (97 - 102)
Nel 97 il generale cinese Ban Chao avanzò con un esercito di 70 000 uomini per un'ennesima campagna contro gli Xong Nu, arrivando ben al di là della Partia fino all'attuale Ucraina. Gli Xong Nu furono così spinti alle porte dell'Europa, anche se non è affatto certo che siano poi diventati i “nostri” Unni. Fu comunque in questo periodo che la progredita tecnica asiatica dell'arco comparve in Occidente.

## L'Impero romano e la seta
(Virgilio, Georgiche, II, 121)
(Plinio il Vecchio, Storia Naturale, VI, 54)

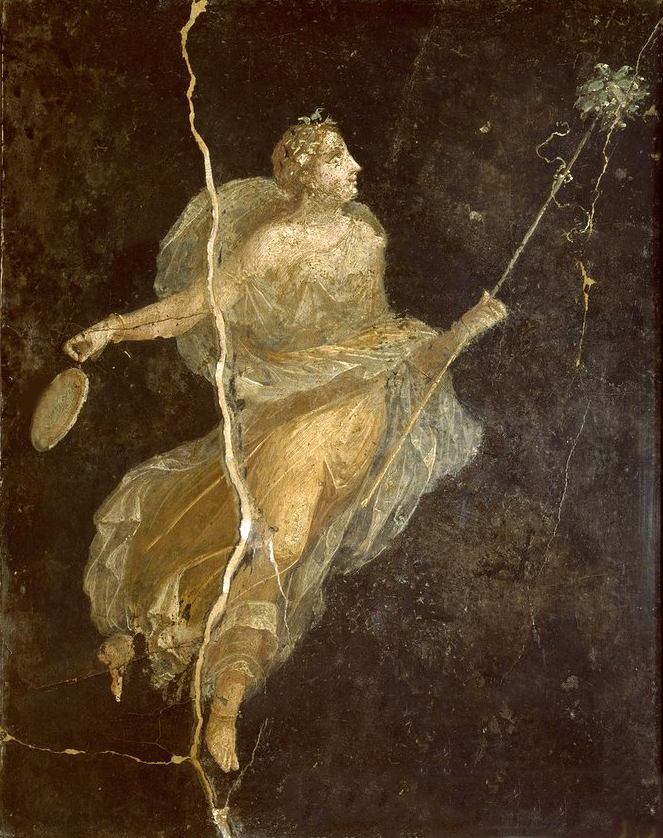
Menade in abito di seta, Napoli Museo Nazionale.

Secondo alcune fonti sarebbe addirittura stato Cesare, di ritorno dall'Anatolia, a portare a Roma alcune bandiere, catturate al nemico, di uno sfavillante tessuto sconosciuto che suscitò uno straordinario interesse: era appunto la seta. Secondo altri, invece, queste bandiere sarebbero arrivate dopo la disfatta di Crasso a Carre. Si sapeva che quel tessuto veniva da una non ben precisata terra dei Seri ma non quale ne fosse l'origine. Secondo Plinio (che riprendeva forse l'errore di Virgilio) essa sarebbe stata tessuta con un sottilissimo filo tratto da una peluria di certi ignoti alberi, da lui definita "lana delle foreste". Sta di fatto che la seta non era portata a Roma direttamente dai cinesi ma vi arrivava con la intermediazione prima dei Sogdiani e dei Parti e poi dei commercianti di Palmira e Petra, trasportata via mare dai marinai di Antiochia, Tiro e Sidone.
Il senato romano emanò invano diversi editti per proibire (alle donne ma anche agli uomini) di indossare la seta. Il tessuto sarebbe infatti stato decadente e immorale. Ma il vero motivo di questi editti era il drenaggio di oro cui Roma era costretta, con grave nocumento per quello che oggi si chiamerebbe debito estero.
Vi è chi sostiene che i romani sarebbero entrati in nebuloso contatto con i cinesi già nel I secolo d.C. attraverso i Parti, e che Augusto ne avrebbe addirittura ricevuto una legazione, ma gli annali di quell'impero registrano che la prima ambasceria (prima di una serie) sarebbe arrivata là soltanto nel 166 via mare.

### Bisanzio e la seta

Le antiche vie della seta terrestri e marittime.

Ai tempi di Giustiniano Costantinopoli, grazie alla sua posizione geografica privilegiata, dominava i traffici commerciali nel Mediterraneo. I Bizantini non erano granché interessati a commerciare con nazioni europee, ormai impoverite dalle invasioni barbariche; preferirono piuttosto stringere contatti commerciali con le nazioni dell'Estremo Oriente, tra cui la Cina, dove veniva prodotta la seta. I Cinesi importavano dai Bizantini vasellame e stoffe prodotte in Siria ed esportavano la seta.
Un grosso ostacolo ai traffici con l'Estremo Oriente era però rappresentato dalla Persia, nemico giurato dell'impero, sul cui territorio era necessario passare per giungere in Cina. Una conseguenza di ciò è che durante i frequenti conflitti con i persiani Sasanidi i traffici con Cina e India non erano possibili. Giustiniano cercò di ovviare a questo problema tentando di aprirsi un passaggio per la Cina attraverso la Crimea, e in questa occasione i Bizantini avviarono delle relazioni diplomatiche con i Turchi, anch'essi venuti in conflitto commerciale con i Sasanidi. Sotto il successore di Giustiniano, Giustino II, Bizantini e Turchi si allearono contro i Persiani. Un altro modo con cui Giustiniano cercò di commerciare con la Cina senza passare per la Persia fu giungere via mare passando per il mar Rosso e per l'oceano Indiano. In quest'occasione strinse rapporti commerciali con gli Etiopi del Regno di Aksum. Tuttavia entrambe le vie alternative presentavano inconvenienti: l'oceano Indiano era dominato dai mercanti sasanidi mentre la via asiatica era impervia e piena di pericoli.
Il problema fu risolto da due monaci provenienti dalla Cina o da qualche regione circostante che si recarono a Costantinopoli nel 552 e svelarono all'imperatore il segreto della produzione della seta. Essi vennero allora incaricati dall'Augusto di procurarsi clandestinamente in Cina uova di bachi da seta in modo da portarle a Costantinopoli e permettere ai Bizantini di autoprodursi la seta senza importarla dalla Cina. Tuttavia passarono parecchi anni prima che la seta autoprodotta divenisse sufficiente per soddisfare la domanda interna, cosicché l'importazione di seta dalla Cina attraverso la Persia continuò per qualche tempo. Comunque la fioritura della produzione della seta nell'impero che ne seguì, fece sì che la produzione della seta divenne uno dei settori più importanti dell'industria bizantina e portò a un considerevole aumento delle entrate. I principali centri di produzione della seta nell'Impero erano Costantinopoli, Antiochia, Tiro, Beirut e Tebe. Nel Sud Italia bizantino importante centro di produzione della seta fu la città di Catanzaro.

## Il lungo viaggio dell'arte sulla via della seta

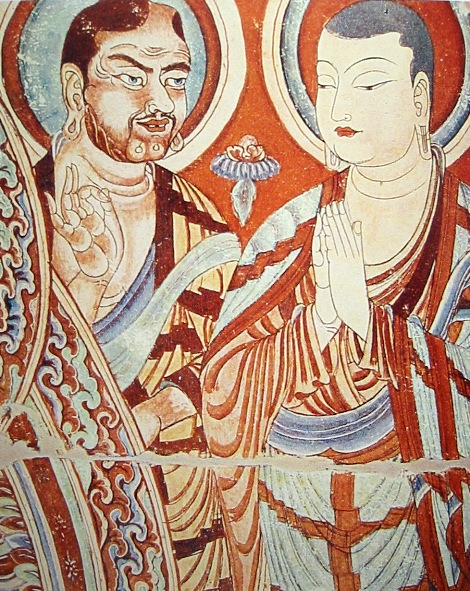
Monaco buddista dell'Asia centrale dagli occhi azzurri in compagnia di un collega dell'Asia orientale, bacino del Tarim, Xinjiang, Cina, IX-X secolo.

Sulla via della seta hanno viaggiato molti influssi artistici, in particolare nella sua sezione dell'Asia centrale, dove si sono potuti mescolare elementi ellenistici, iraniani, indiani e cinesi. Uno dei più vivaci esempi di questa mescolanza è rappresentata dall'arte del Gandhāra.

### Divinità buddiste

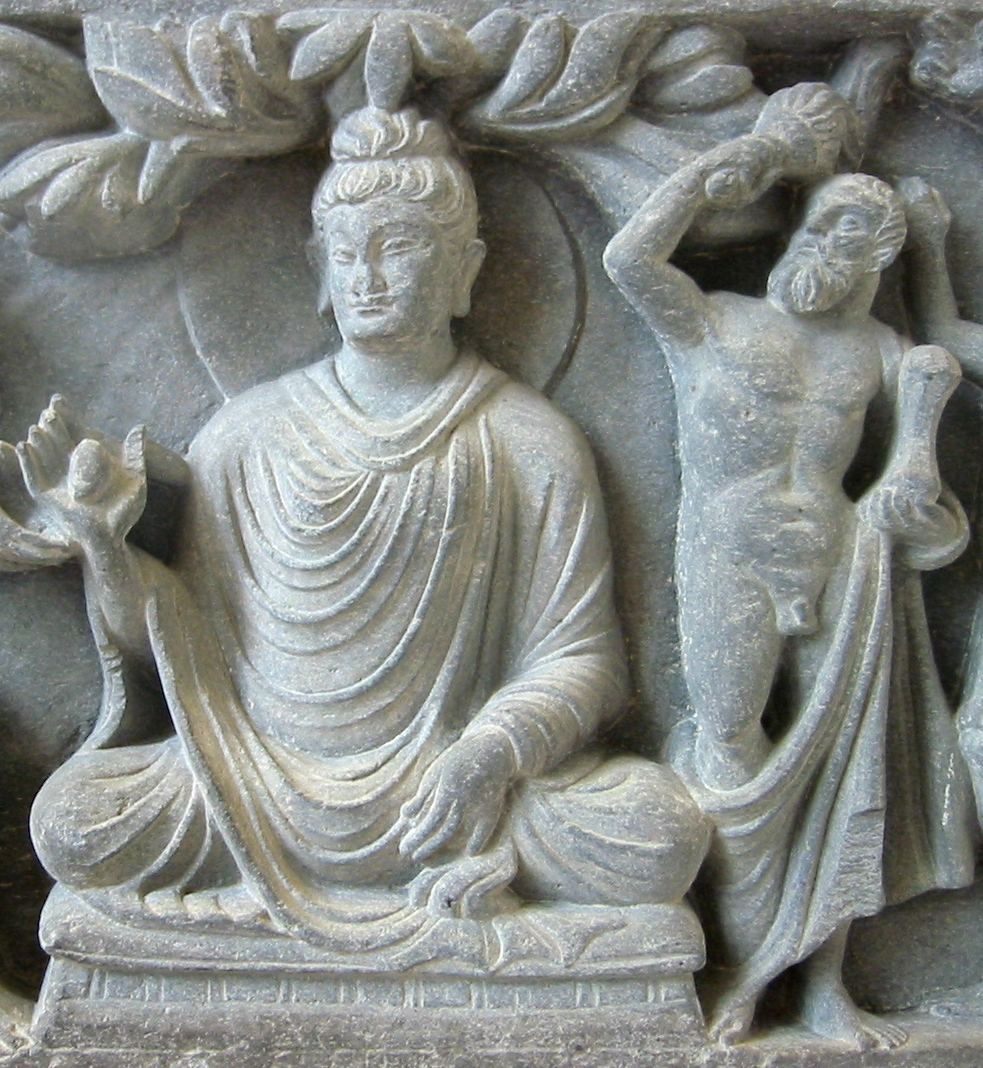
Eracle - Vajrapāṇi come protettore del Buddha, II secolo, Gandhara, British Museum.

Tale arte sincretistica si è venuta formando a partire dall'arrivo di Alessandro Magno nella valle dell'Indo (Taxila) e dal costituirsi dei regni greco-ellenistici dei suoi successori (Battriana e Gandhara). L'immagine del Buddha originatasi nel I secolo nell'India settentrionale (Mathura) e nell'attuale Pakistan nord-occidentale (Gandhara), si è via via trasferita lungo l'Asia centrale e la Cina fino a raggiungere la Corea nel IV secolo ed il Giappone nel VI secolo. La trasmissione di molti particolari iconografici appare chiara, come per esempio l'ispirarsi a Eracle delle divinità guardiane Nio di fronte ai templi buddisti del Giappone e le reminiscenze di arte greca che si vedono in certe rappresentazioni coreane del Buddha, come quello di Kamakura.
Altre figure del buddismo di Giappone e Corea sono i Kongōrikishi (o Niō), una coppia di figure (Misshaku Kongō e Naraen Kongō) che presidiano una porta separata d'ingresso al tempio, di norma denominata Niōmon (仁王門) in Giappone e Geumgangmun (金剛門) in Corea. Essi, con la loro fusione denominata Shukongōshin, costituiscono un interessante esempio di come sia arrivata lontano l'immagine di Eracle viaggiando sulla via della seta e oltre. Nel Gandhara, infatti, Eracle, provenendo dalla Grecia, si è incontrato ed è divenuto tutt'uno con Vajrapāṇi, il protettore del Buddha, che proveniva dall'India e che regge una mazza tanto quanto la regge il dio greco, come del resto anche Naraen Kongō.

### Il dio del vento
Anche Borea, dio greco del vento, ha compiuto uno stupefacente viaggio sulla via della seta attraverso Asia centrale e Cina fino a diventare il dio giapponese shintoista del vento denominato Fujino.

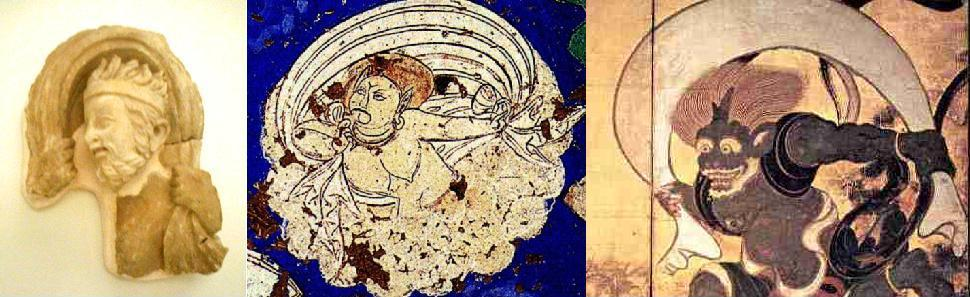
Sinistra: Dio greco del vento, da Hadda (Gandhara, attuale Afghanistan), II secolo. Centro: Dio del vento, Grotte Kizil (bacino del Tarim, Xinjiang, Cina), VII secolo. Destra: Fūjin, Dio giapponese del vento, XVII secolo.

## Lapax mongolica, la fine oggettiva e il recente revival
L'espansione dell'impero mongolo in tutto il continente asiatico dal 1215 circa al 1360 diede stabilità economica alla grande area e ristabilì l'importanza della via della seta come straordinario mezzo di comunicazione tra oriente e occidente, anche se ormai da diversi secoli la seta, prodotta già nella stessa Europa, vi aveva poca importanza. Tra il 1325 e il 1354, un grande viaggiatore musulmano marocchino, Ibn Battuta, arrivò a viaggiare nella Crimea e nell'attuale Medio Oriente, proseguendo fino ai principati mongoli degli eredi di Gengis Khan, di cui lasciò vivacissime descrizioni. Nel terzo quarto del XIII secolo, Marco Polo raccontò ne Il Milione di essere arrivato fino alla Cina e alla corte dell'imperatore-conquistatore mongolo Kublai Khan, di cui sarebbe diventato un consigliere di fiducia. Come lui (e in diversi casi prima di lui) viaggiarono su quelle piste numerosi missionari cristiani come Guglielmo di Rubruck, Giovanni da Pian del Carpine, Andrea di Longjumeau, Odorico da Pordenone, Giovanni de' Marignolli, Giovanni di Monte Corvino, Niccolò Da Conto.
Con la disintegrazione dell'impero mongolo e della sua pax mongolica la via della seta perse la sua unicità politica, culturale ed economica, tornando a frantumarsi sotto i domini di principati locali essenzialmente di origine nomade, i quali traevano le loro ricchezze dal taglieggiamento dei commercianti che dovevano attraversare le loro terre e dal rapimento dei viaggiatori da vendere come schiavi sui loro mercati. I mongoli avevano ridotto alla ragione signorotti come quelli di Samarcanda, Bukhara e Khiva, ma gli eredi di questi ultimi tornarono a imporre il loro devastante e retrogrado imperio. Inoltre la Cina, dopo la cacciata della dinastia mongola degli Yuan, si era chiusa per reazione su sé stessa, impedendo l'accesso a tutti gli stranieri, compresi gli occidentali, già favoriti dagli odiati mongoli.
La rinascita dell'idea di via della seta in anni recenti è dunque un fatto eminentemente e romanticamente culturale. Ha assunto anche una connotazione esplicitamente politica ed economica, quando una Nuova Via della Seta è stata annunciata pubblicamente dal presidente cinese Xi Jinping a settembre del 2013, con l'inclusione (e l'esclusione) di un elenco preciso di Stati da coinvolgere (oppure da emarginare).

## Vie della Seta e patrimoni dell'umanità
Nel 1988 l'UNESCO ha avviato uno studio sulla Via della seta al fine di promuovere la comprensione e la diffusione delle culture in tutta l'Eurasia, nonché di proteggere il patrimonio. Nell'agosto 2006 l'UNESCO e l'Amministrazione nazionale del patrimonio culturale della Repubblica popolare cinese hanno sponsorizzato una conferenza a Turfan, nello Xinjiang, sul coordinamento delle candidature a Patrimonio dell'umanità per i siti legati alla Via della seta. Al termine di questa conferenza la Cina e cinque paesi dell'Asia centrale (Kazakistan, Kirghizistan, Uzbekistan, Tagikistan e Turkmenistan) hanno deciso di presentare una candidatura congiunta nel 2010. A tal fine nel 2009 questi sei paesi hanno formato un comitato di coordinamento per istituire la prassi necessaria.
Il 28 marzo 2008 la Cina ha incluso 48 siti della Via della seta nella sua lista indicativa, prerequisito necessario per il loro esame da parte dell’UNESCO. Questi siti sono divisi tra la Via della seta terrestre (province e regioni di Henan, Shaanxi, Qinghai, Gansu, Ningxia e Xinjiang) e la Via della seta marittima (Ningbo, Zhejiang, Quanzhou, Fujian). Il 2 maggio 2008 l'Iran ha presentato un elenco indicativo di siti nel Khorasan. Nel 2010 è stata la volta di Turkmenistan con la proposta di 29 siti distribuiti lungo undici segmenti della Via della seta, India con dodici siti, Kirghizistan con sei e Uzbekistan con 18, seguiti dal Kazakistan il 3 maggio 2012.
Alla fine del 2011, date le dimensioni del progetto, l'UNESCO ha proposto di suddividere le candidature in diversi corridoi. Nel dicembre 2011 Cina, Kazakistan e Kirghizistan hanno deciso di presentare una domanda congiunta per il corridoio dell'Asia centrale lungo il Tien Shan. Contemporaneamente Uzbekistan, Tagikistan e Turkmenistan stavano preparando una richiesta per un altro corridoio. La prima nomina è stata approvata il 22 giugno 2014, durante la trentottesima sessione del Comitato del patrimonio mondiale a Doha, in Qatar, sotto il nome di Vie della Seta: la rete di percorsi del corridoio Chang'an-Tianshan.
Il 17 settembre 2023 i siti candidati da Uzbekistan, Tagikistan e Turkmenistan sono stati iscritti nella lista dei patrimoni dell'umanità durante la quarantacinquesima sessione del Comitato del patrimonio mondiale riunitosi a Riad come parte di un sito seriale separato dal precedente che prende il nome di Vie della Seta: corridoio Zarafshan-Karakum.

## Galleria d'immagini

Manufatti della Via della seta
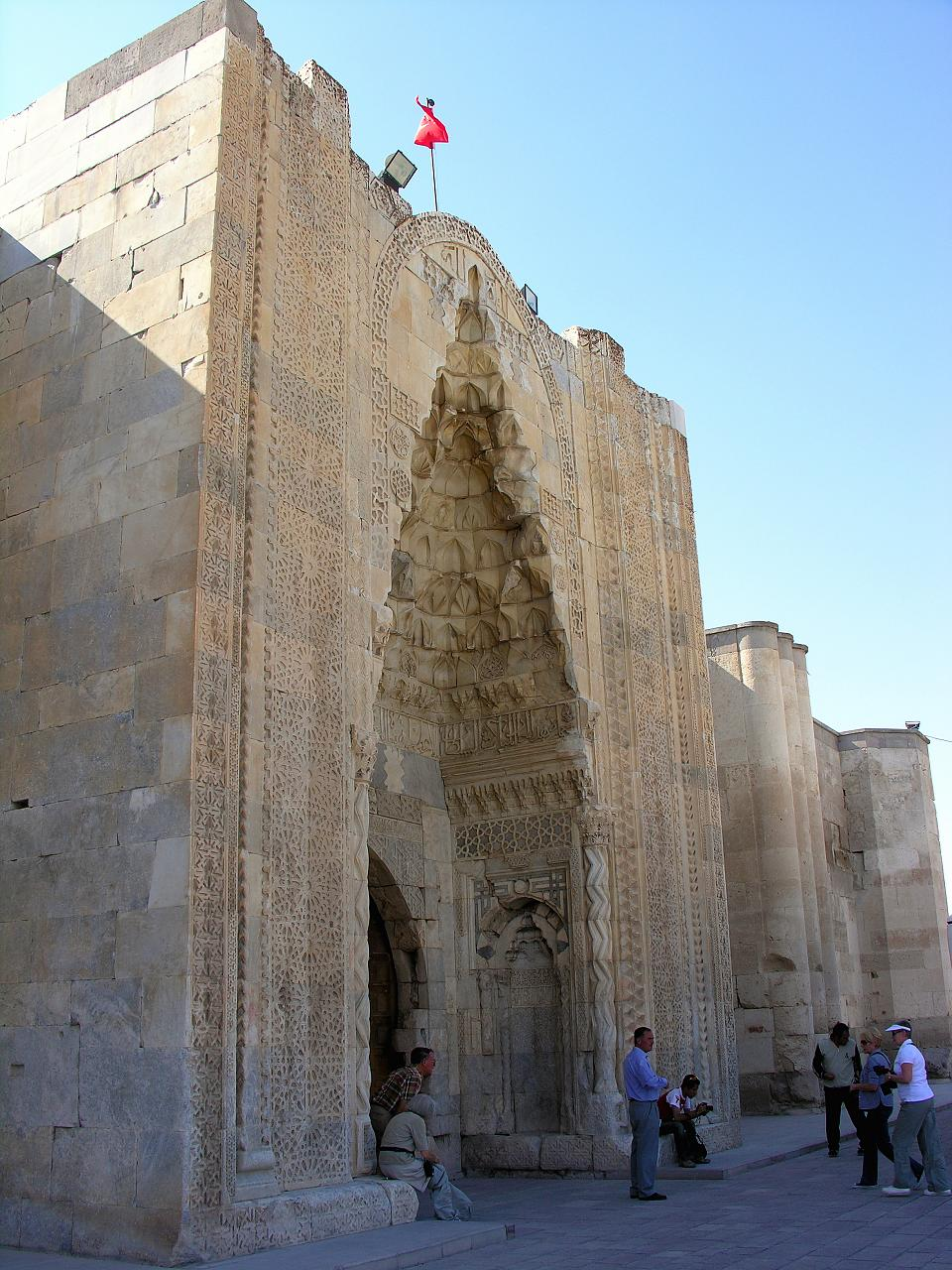
Caravanserraglio Sultanhani
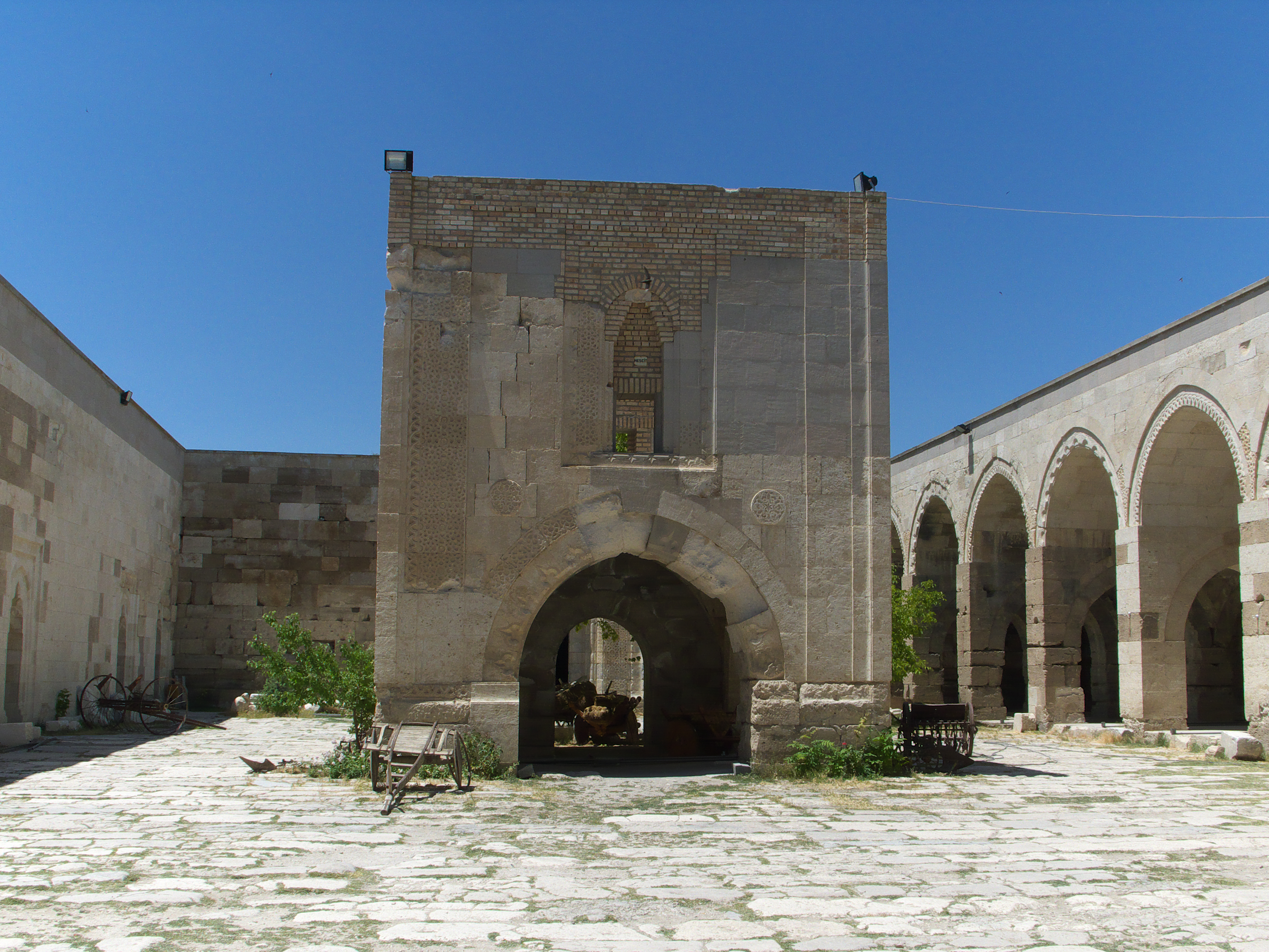
Caravanserraglio Sultanhani
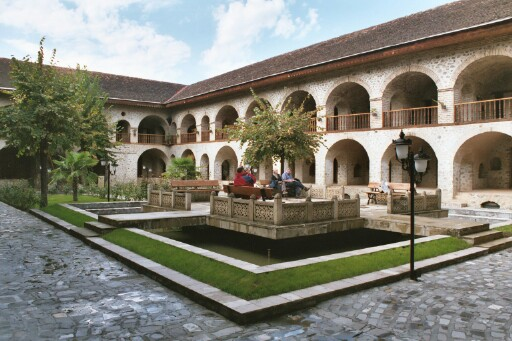
Caravanserraglio del XVIII secolo nei pressi di Sheki, Azerbaigian
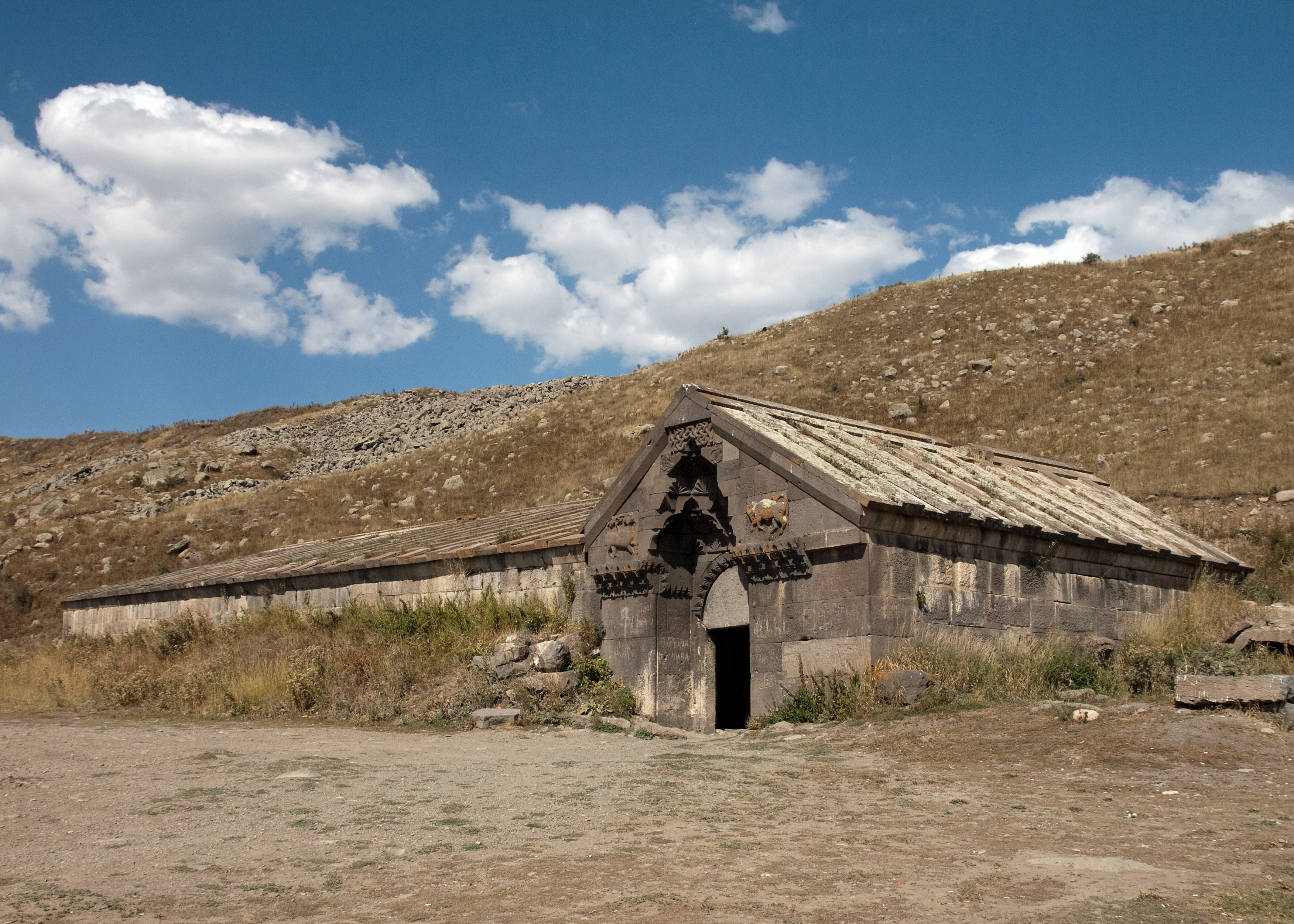
Caravanserraglio Selim Pass
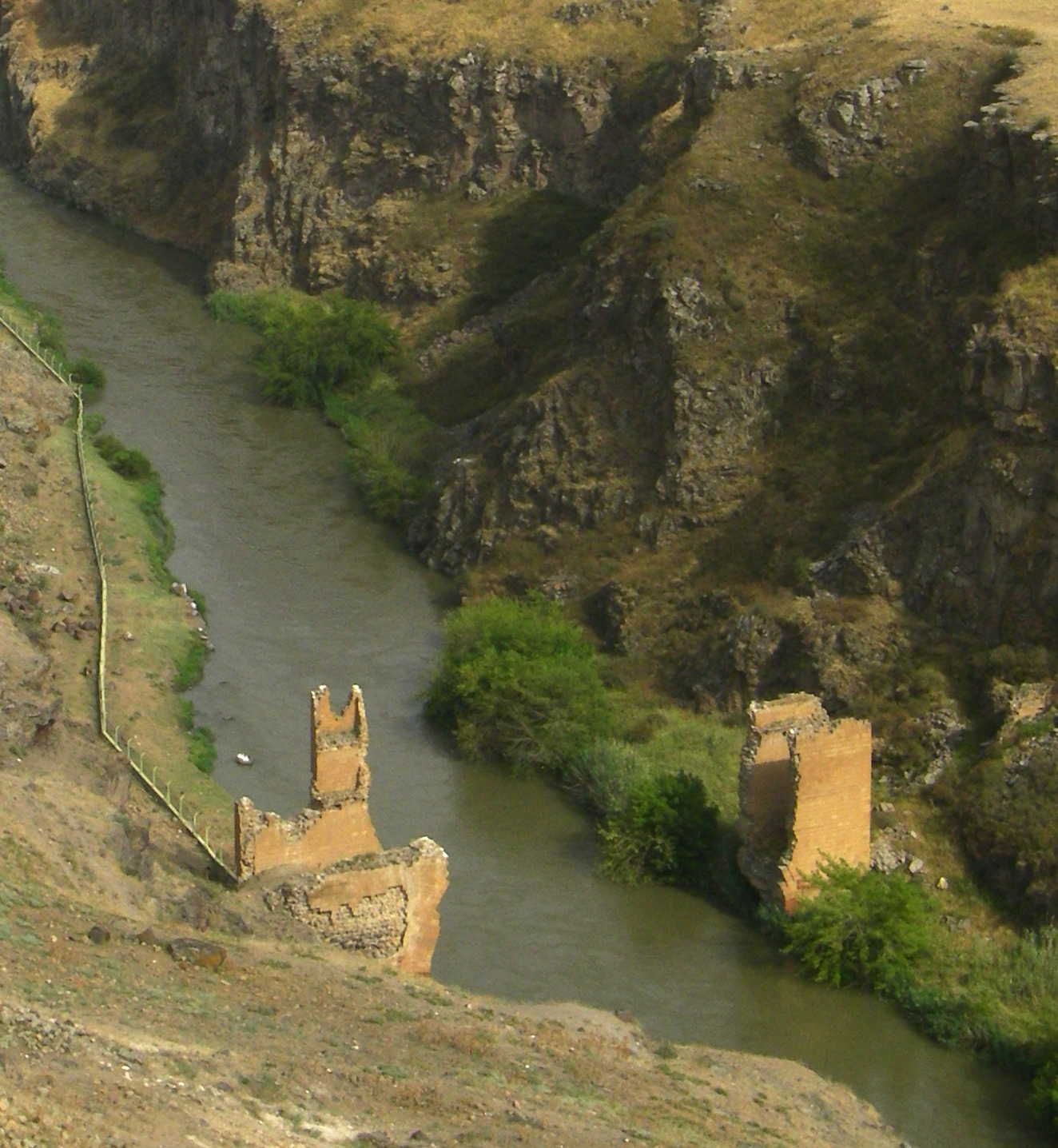
Resti di un ponte, Turchia orientale
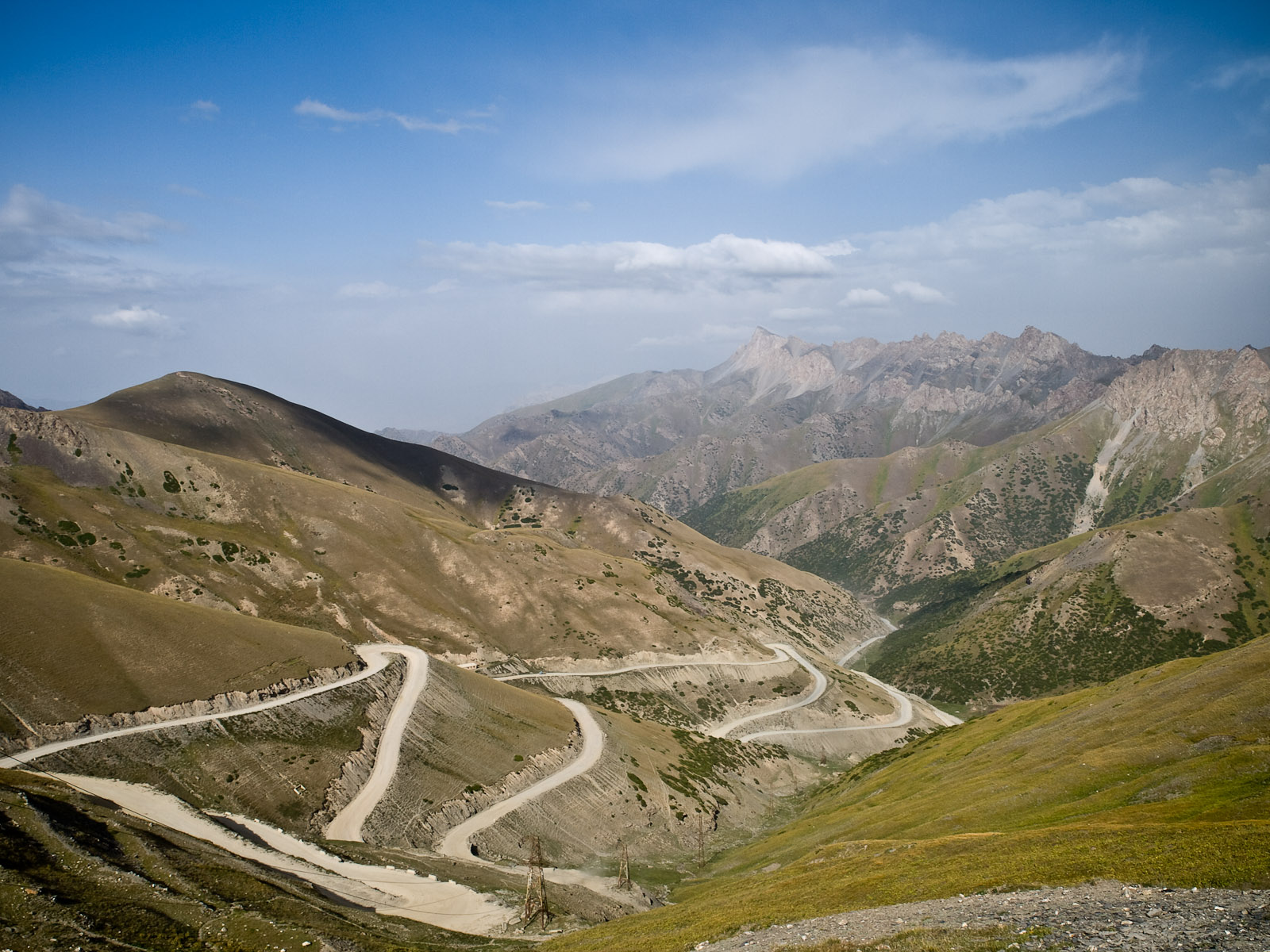
Taldyk
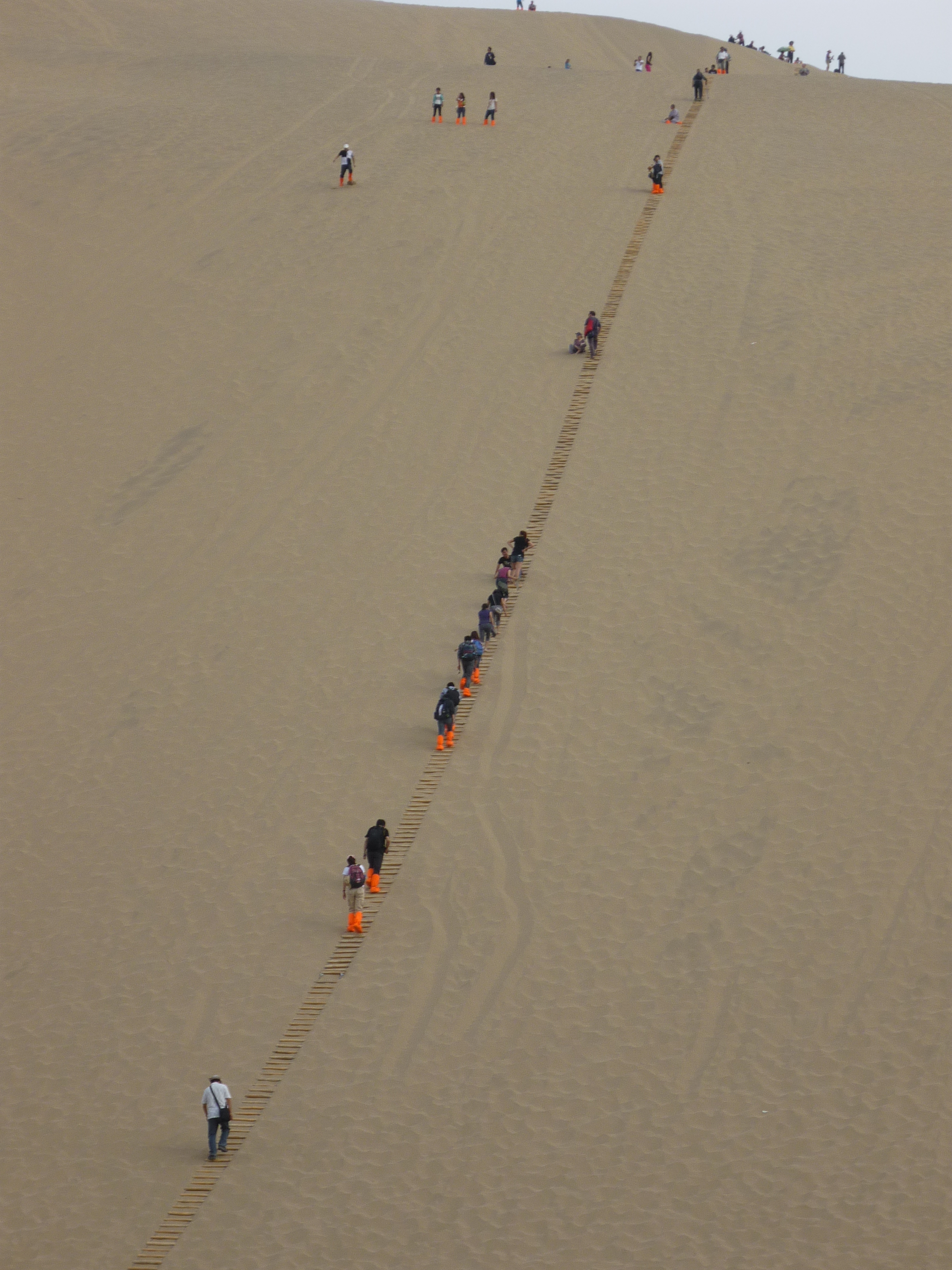
Dunhuang
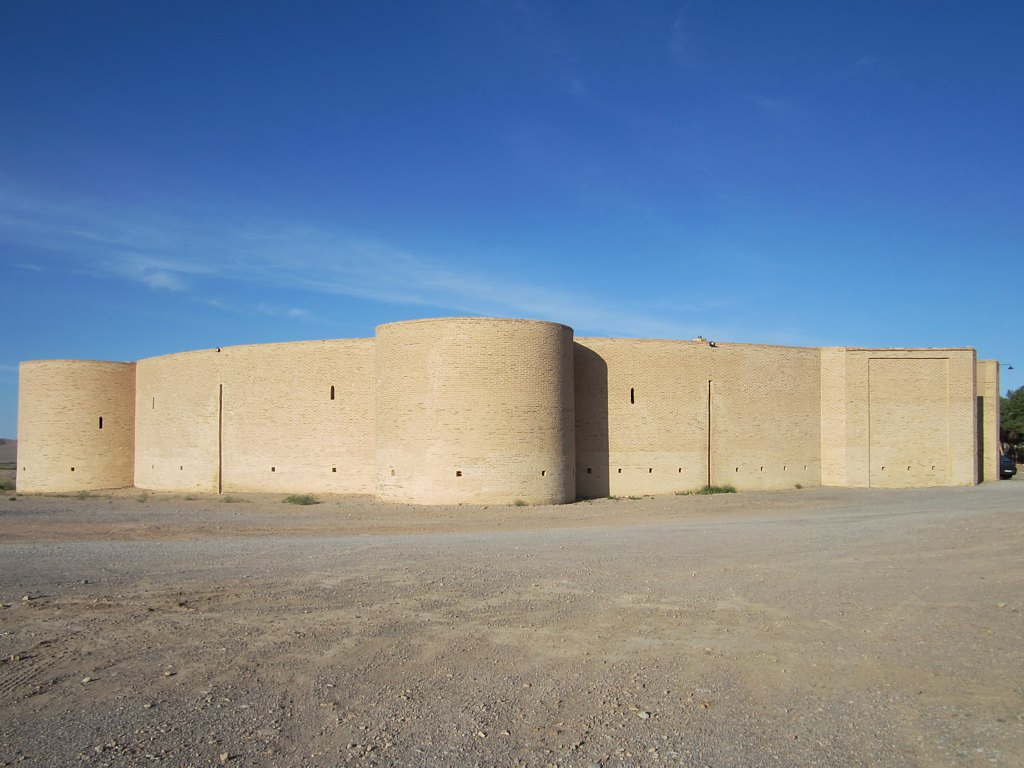
Caravanserraglio Zeinodin
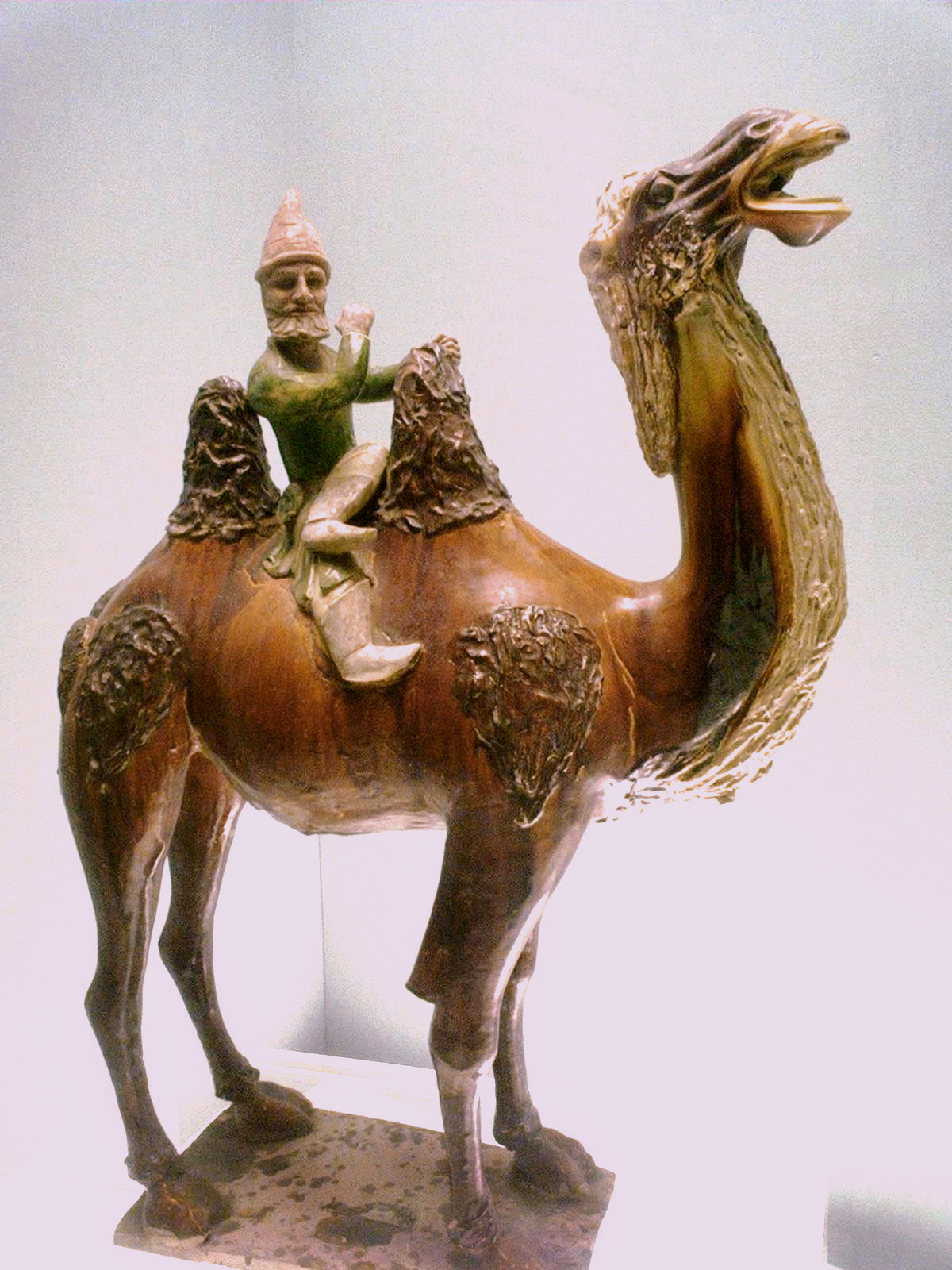
Occidentale su un cammello, Dinastia cinese Tang (618-907)
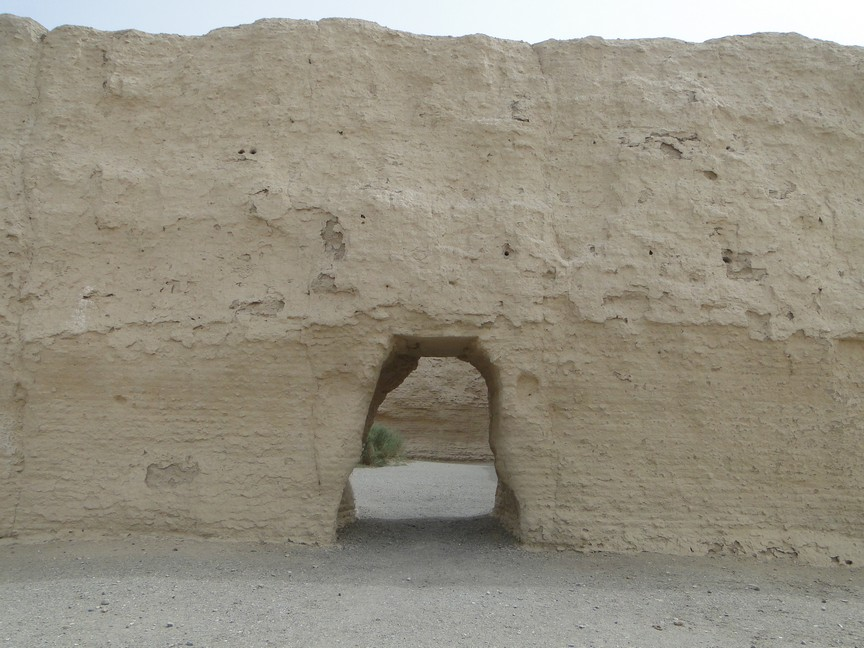
Antico passaggio della dogana cinese sulla Via della seta vicino a Dunhuang
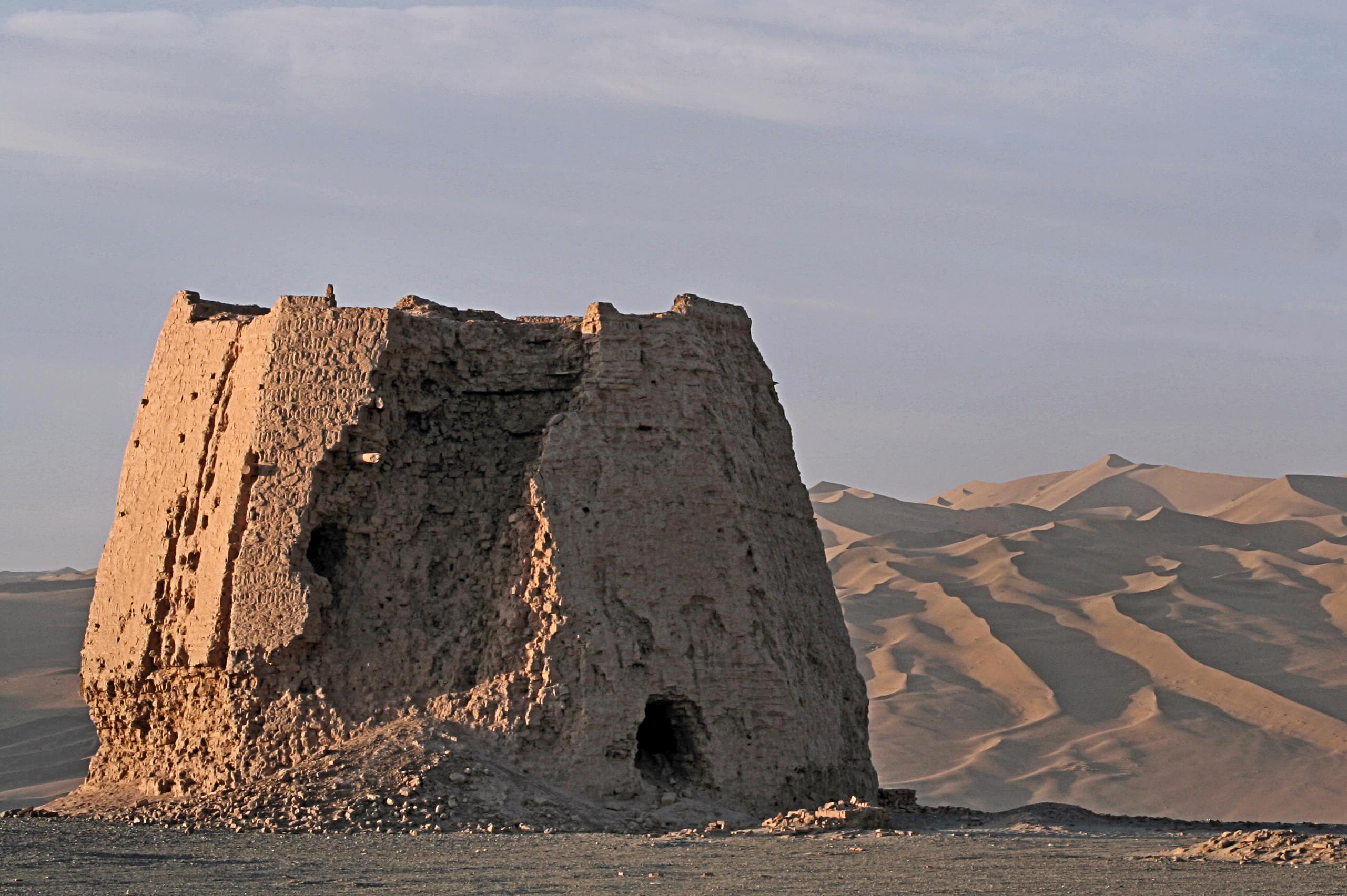
Le rovine di una torre di guardia cinese fatta di terra battuta a Dunhuang, provincia di Gansu della dinastia cinese Han (206 aC - 220 dC)
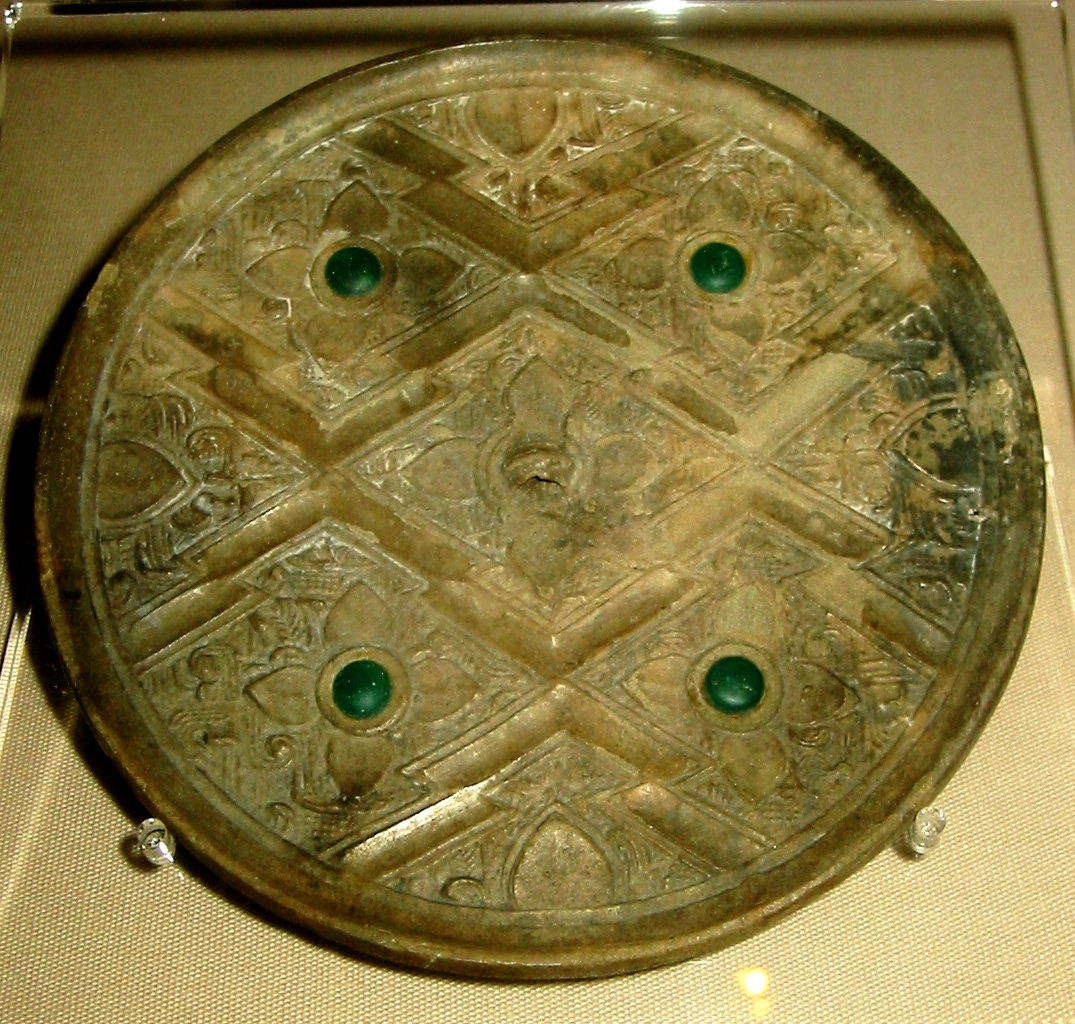
Uno specchio in bronzo dell'epoca di Zhou intarsiato con vetro, forse interpretando modelli artisticii greco-romani
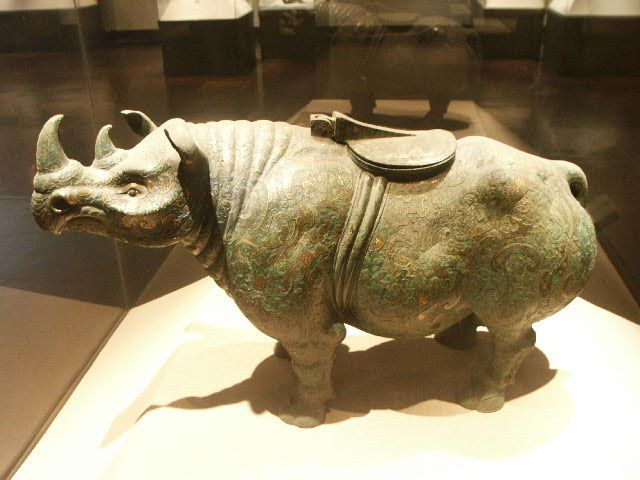
Rinoceronte in bronzo con inserti in oro e argento; Dinastia Han
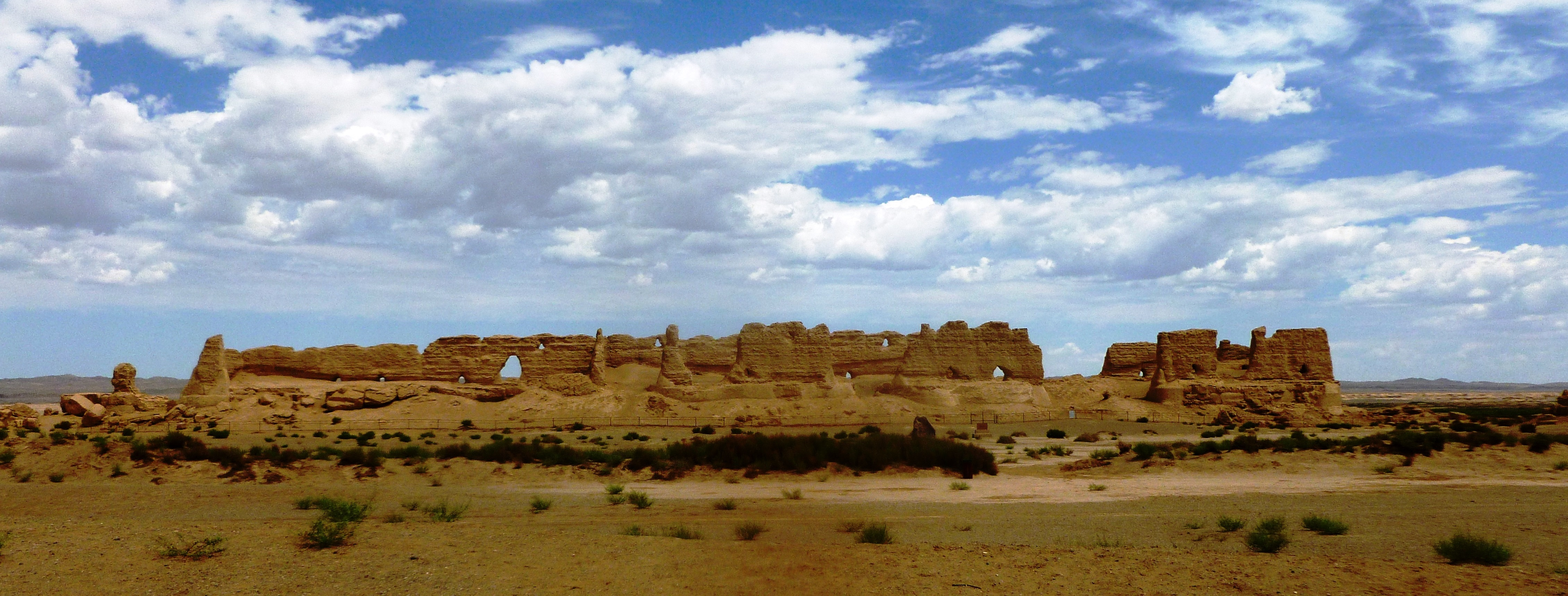
Granaio ovest di Dunhuang sulla via della seta.